# Kratki spoj
Kratki spoj je stanje strujnog kruga, kada je otpor između dvije promatrane točke u strujnom krugu približno jednak nuli.

## Posljedice kratkog spoja
Posljedica kratkog spoja jednog dijela električnog kruga je povećanje električne struje u ostalim dijelovima. Kratki spoj, međutim, naponskog električnog izvora ima za posljedicu toplinsko uništenje električnog izvora, a zato što je električna struja u strujnom krugu ograničena samo vrijednošću vrlo malog unutarnjeg otpora izvora. Uz toplinsko uništenje električnog izvora valja naglasiti i opasnost od požara i dodatne materijalne štete.
Zaštita od kratkog spoja izvodi se ugradnjom odgovarajuće zaštite (osigurač, elektronička zaštita od preopterećenja) te pažljivim rukovanjem i održavanjem uređaja i spojnih vodova.